# Nebojša Popović
Nebojša Popović   (Prijedor, 28 d'abril de 1947) fou un jugador d'handbol iugoslau d'origen serbi, que va competir durant les dècades de 1960 i 1970.
El 1972 va prendre part en els Jocs Olímpics de Múnic, on guanyà la medalla d'or en la competició d'handbol. Quatre anys més tard, als Jocs de Mont-real, fou cinquè en la mateixa competició.
Com a jugador també guanyà dues medalles de bronze al Campionat del món d'handbol, el 1970 i 1974. També guanyà la Copa d'Europa d'Handbol de 1976, la lliga iugoslava de 1973, 1974, 1975 i 1976 i la copa iugoslava de 1972, 1973, 1974 i 1975.